# Violanta (opera)

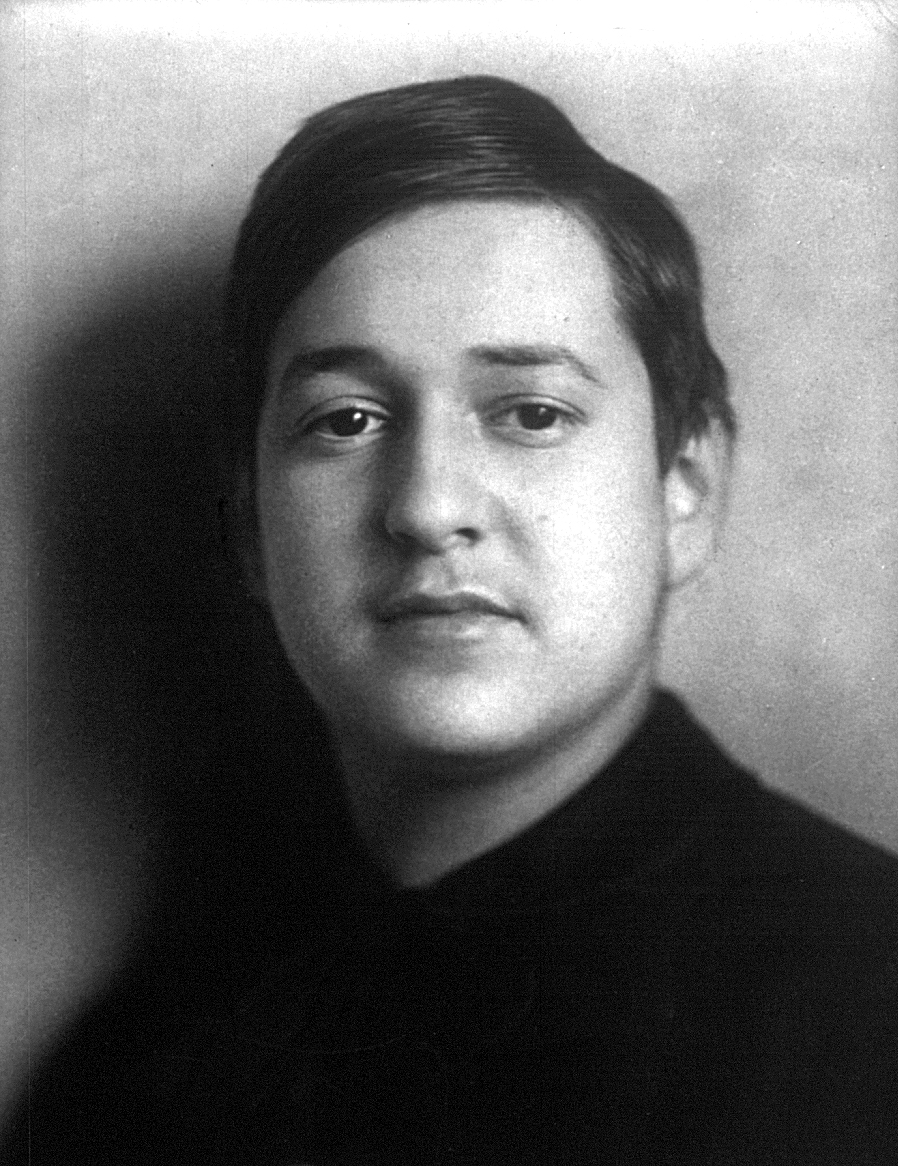
Erich Wolfgang Korngold.

Violanta är en tysk opera i en akt med musik av Erich Wolfgang Korngold och libretto av Hans Müller-Einigen.

## Historia
Av rädsla för att hans enaktsopera Der Ring des Polykrates skulle paras ihop med ett olämpligt operaval vid premiären beslöt sig Korngold för att själv skriva ett medföljande stycke. Tyska operor med renässansmotiv var på modet under första världskriget: Max von Schillings Mona Lisa hade haft premiär 1915, och skulle följas av Alexander von Zemlinskys Eine florentinische Tragödie 1917 och Franz Schrekers Die Gezeichneten 1918. 
Redan vid 17 års ålder bemästrade Korngold musikens alla olika element och lyckades frambringa ett partitur med förtätad kromatik och djupa känslor. De vokala inslagen innehöll en hög tessitura vilket bidrog till den intensiva stämningen. Bruno Walter dirigerade premiären den 28 mars 1916 på Nationalteatern i München tillsammans med Korngolds andra enaktare Der Ring des Polykrates, som var en komisk opera. 
Svensk premiär den 19 september 1918 på Kungliga Operan i Stockholm där den spelades sex gånger. Vid samma tillfälle hade även Korngolds opera Der Ring des Polykrates svensk premiär.

## Personer
| Roller                                               | Stämma      | Premiärbesättning, 28 mars 1916 (Dirigent: Bruno Walter) | Svensk premiärbesättning 19 september 1918 (Dirigent: Armas Järnefelt) |
| ---------------------------------------------------- | ----------- | -------------------------------------------------------- | ---------------------------------------------------------------------- |
| Simone Trovai, militär ledare för republiken Venedig | baryton     | Friedrich Brodersen                                      | Conny Molin                                                            |
| Violanta, hans hustru                                | sopran      | Emmy Krüger                                              | Nanny Larsén-Todsen                                                    |
| Alfonso, oäkta son till kungen av Neapel             | tenor       | Franz Gruber                                             | Joseph Hislop                                                          |
| Giovanni Bracca, en målare                           | tenor       | Alfred Bauberger                                         | Torsten Vilhelm Lennartsson                                            |
| Bice                                                 | sopran      | Irene von Fladung                                        | Ingeborg Suneson                                                       |
| Barbara, Violantas amma                              | kontraalt   | Luise Willer                                             | Liva Järnefelt                                                         |
| Mateo                                                | tenor       | Paul Kuhn                                                | Olle Strandberg                                                        |
| Förste soldat                                        | tenor       | Fritz Birrenkoven                                        | Knut Öhrström                                                          |
| Andre soldat                                         | baryton     |                                                          | Martin Oscàr                                                           |
| Första husa                                          | sopran      |                                                          | Greta Söderman                                                         |
| Andra husa                                           | mezzosopran |                                                          | Signe Schillander                                                      |

## Handling
Violanta har beslutat hämnas på don Alfonso som förförde hennes syster så att hon tog sitt liv. Under karnevalen i Venedig lyckas hon spåra upp honom och bjuder in honom till sitt hus. När hon sjunger en viss sång skall hennes man Simone Trovai stiga fram och döda don Alfonso. Gästen närmar sig i en båt, och när han står framför Violanta avslöjar hon vem hon är och säger till honom att han skall dö. Han svarar att det värsta som kan hända honom inte är döden utan att Violanta hatar honom, och plötsligt förvandlas hennes hat till passion. Hon förmår inte sjunga den överenskomna sången och de faller i varandras armar. Simone kommer ändå för att döda don Alfonso. Då han förstår att hans hustru älskar denne kastar han sig över honom, men Violanta ställer sig beskyddande framför sin älskade och blir dödad. En skara karnevalsgäster kommer skrattande in i salen och varseblir tragedin.